# Tania Moreno
Tania Moreno Matveeva (Valdemorillo, 29 januari 2002) is een Spaanse beachvolleybalspeler. Met Daniela Álvarez won ze een zilveren medaille bij de Europese kampioenschappen. Ze nam eenmaal deel aan de Olympische Spelen.

## Carrière

### Familie en begin carrière
Moreno komt uit een sportief gezin. Haar moeder Olga Matveeva is geboren in Sint-Petersburg en heeft tot 2012 op internationaal niveau beachvolleybal gespeeld. Haar vader Juan Manuel Moreno was haar moeders coach, toen Matveeva in 1999 van Rusland naar Spanje verhuisde. Het stel trouwde en kreeg Tania in 2002. Moreno groeide op rond de wedstrijden van haar moeder, die in 2006 en uitkomend voor Spanje haar beachvolleybalcarrière had hervat. Zelf begon Moreno op jonge leeftijd ook met beachvolleybal. In 2015 speelde ze als dertienjarige met haar moeder al op de nationale kampioenschappen in Fuengirola. Met María Bélen Carro deed ze datzelfde jaar mee aan de EK onder 18 in Riga. Met Carro nam ze in de twee jaren daarna deel aan vijf kampioenschappen voor junioren met als beste resultaat een vijfde plaats in 2016 bij de EK onder 18 in Brno. Ze werd twee keer op rij vierde bij de NK: in 2016 met haar moeder en in 2017 met Carro.
In 2017 speelde Moreno voor het eerst aan de zijde van Daniela Álvarez. Ze deden dat jaar mee aan de EK onder 18 in Kazan (negende) en de EK onder 20 op Vulcano (vijfde). Het jaar daarop wonnen ze een bronzen medaille bij de WK onder 19 in Nanjing en bereikten ze de kwartfinales van de Olympische Jeugdspelen in Buenos Aires. Met Aina Munar eindigde Moreno als vijfde bij de EK onder 20 in Anapa. In 2019 werd ze met Ana Vergara vice-kampioen bij de EK onder 18 in Baden. Met Álvarez won ze een bronzen medaille bij de EK onder 20 in Göteborg en maakte ze haar debuut in de FIVB World Tour. Ze speelden op het kwalificatietoernooi van Espinho en bereikten de achtste finale van het toernooi in Qinzhou. In eigen land kwam Moreno met verschillende partners in actie. In 2021 behaalde ze met Álvarez een vijfde plaats bij de EK onder 22 in Baden en een negende plaats bij het World Tour-toernooi van Itapema. Met Vergara won ze een zilveren medaille bij de EK onder 20 in İzmir en een bronzen medaille bij de Spaanse kampioenschappen. In Phuket eindigden ze bij zowel de WK onder 19 als de WK onder 21 als negende. Datzelfde jaar ging Moreno studeren aan Texas Christian University in Fort Worth om parallel aan haar studie te beachvolleyballen voor het universiteitsteam met Álvarez, die een jaar eerder naar de Verenigde Staten was vetrokken.

### 2022 tot heden

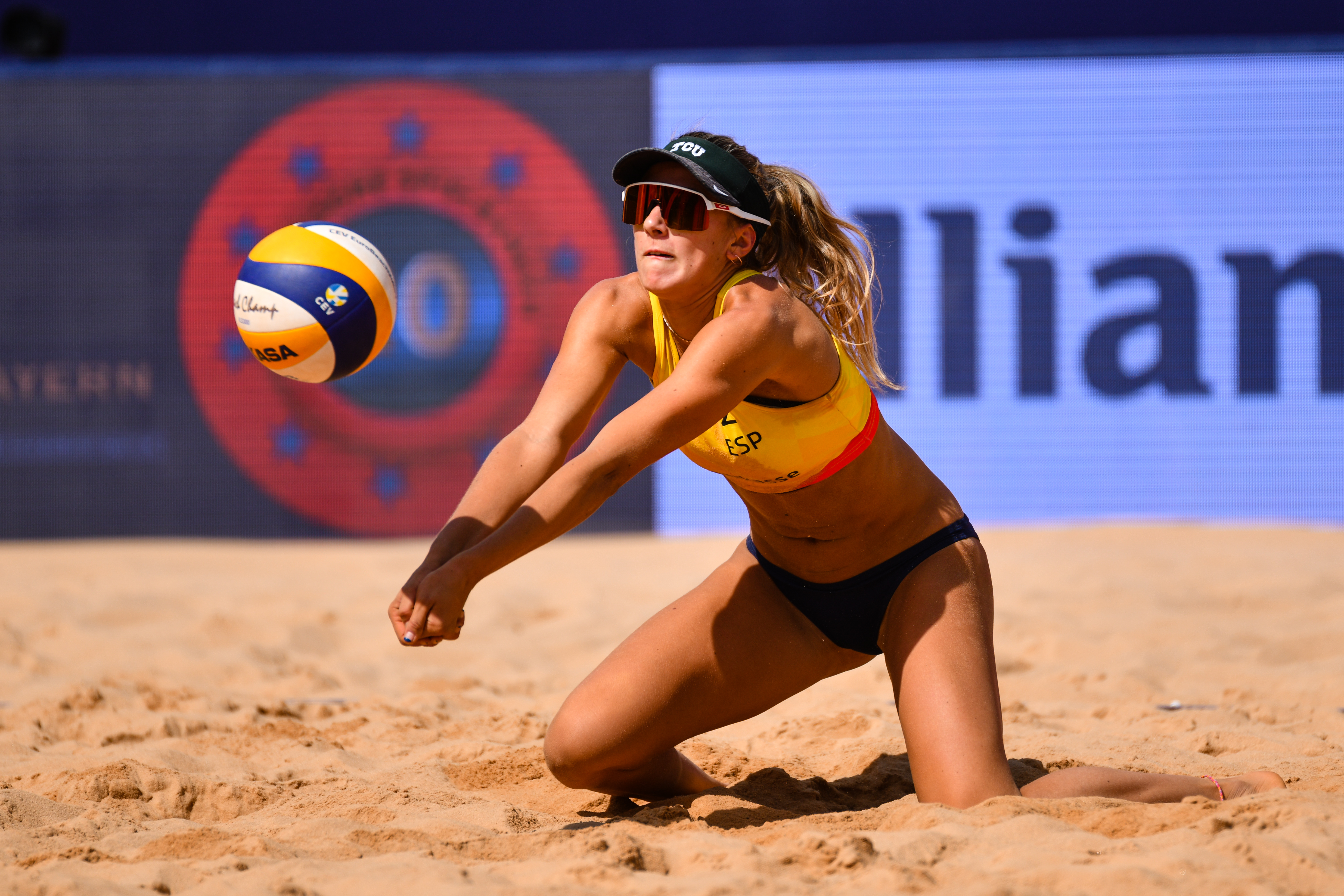
Moreno in actie tijdens de EK in München (2022)

In 2022 deden Moreno en Álvarez mee aan vijf toernooien in de Beach Pro Tour – de opvolger van de World Tour. Ze behaalden daarbij een derde plek bij het Future-toernooi van Balıkesir en bereikten de kwartfinales van het Elite16-toernooi in Hamburg. In Vlissingen werd het duo Europees kampioen onder 22 door de Denen Sofia Bisgaard en Clara Windeleff in de finale te verslaan. Bij hun eerste deelname aan de Europese kampioenschappen voor senioren in München bereikten ze de halve finale. Daarin was het Zwitserse tweetal Nina Brunner en Tanja Hüberli in twee sets te sterk. De wedstrijd om het brons werd in drie sets verloren van Katja Stam en Raïsa Schoon, waardoor Moreno en Álvarez als vierde eindigden. Ze sloten het jaar af met een tweede plaats bij de wereldstudentenkampioenschappen in Maceió. Het seizoen daarop namen ze deel aan twaalf Challenge- en Elite16-toernooien in de internationale competitie. Ze eindigden tweemaal op het podium. In Nuvali werden ze tweede achter het Letse tweetal Tina Graudina en Anastasija Samoilova en in Goa eindigden ze als derde. In Saquarema en Chiang Mai kwamen ze tot een vijfde plaats. Bij de EK in Wenen wonnen ze de zilveren medaille achter Brunner en Hüberli. In Tlaxcala deden Moreno en Álvarez voor het eerst mee aan de wereldkampioenschappen. In de zestiende finale werden ze uitgeschakeld door Stam en Schoon.
In 2024 kwam het duo bij tien toernooien in de Beach Pro Tour in actie. Ze wonnen een bronzen medaille bij het Challenge-toernooi in Xiamen. In Espinho eindigden ze als vierde en in Saquarema en Guadalajara behaalden ze een vijfde plaats. Op basis van de olympische ranglijst plaatsten Moreno en Álvarez zich als eerste Spaanse team voor de Olympische Spelen in Parijs. Daar bereikte het duo de kwartfinale na een overwinning op Stam en Schoon in de achtste finale. In de kwartfinale werden ze uitgeschakeld door het Canadese tweetal Melissa Humana-Paredes en Brandie Wilkerson. Bij de EK in Nederland strandden ze in de tussenronde tegen Niina Ahtiainen en Taru Lahti uit Finland. Ze sloten het seizoen af met een negende plaats bij de Finals in Doha. Het jaar daarop bereikten ze de kwartfinale in Yucatán en eindigden ze als vierde bij het Future-toernooi in Madrid, nadat ze bij beide toernooien vanwege een blessure moesten opgeven.

## Palmares
Kampioenschappen
- 2018:  WK U19
- 2019:  EK U18
- 2019:  EK U20
- 2021:  EK U20
- 2021:  NK
- 2022:  EK U22
- 2023:  EK
- 2024: 5e OS

Beach Pro Tour
- 2022:  Balıkesir Future
- 2023:  Goa Challenge
- 2023:  Nuvali Challenge
- 2024:  Xiamen Challenge